# Hjerm Station
Hjerm Station er en dansk jernbanestation i stationsbyen Hjerm i det nordlige Vestjylland.
Hjerm Station er den eneste krydsningsstation mellem Holstebro og Struer og er en del af Esbjerg-Struer-banen. Den betjenes af Arriva en til to gange i timen. Desuden stopper DSB fire gange om dagen i hver retning.
Den første stationsbygning - en træbygning fra 1868 - blev nedrevet i 1893. Den nye stationsbygning fra 1893 blev nedrevet i 2000 og erstattet af perrontag og venterum .